# الک راکسبورگ
الک راکسبورگ (انگلیسی: Alec Roxburgh؛ ۱۹ سپتامبر ۱۹۱۰ – ۵ دسامبر ۱۹۸۵) بازیکن فوتبال اهل بریتانیا بود.
از باشگاه‌هایی که در آن بازی کرده‌است می‌توان به باشگاه فوتبال بارو و باشگاه فوتبال بلکپول اشاره کرد.